# Wintel
Il termine Wintel è nato per indicare il binomio tra i due maggiori colossi del panorama informatico mondiale, Microsoft (di cui vengono prese le iniziali del proprio sistema operativo Microsoft Windows) e Intel, leader indiscusso della produzione di microprocessori.
Il termine è stato coniato per riferirsi al regime di monopolio che tali colossi hanno istituito nel momento in cui hanno unito le forze per realizzare sistemi con software Microsoft e hardware Intel. Storicamente, infatti, le due aziende lavorano a stretto contatto per sviluppare nuove tecnologie da implementare nei propri prodotti, a volte a discapito della concorrenza. Nessuno dei due progetta soluzioni che siano compatibili esclusivamente con quelle della controparte, ma la stretta interazione aumenta di fatto il potere contrattuale e prestazionale di entrambe, complicando la vita agli sviluppatori concorrenti.